# ワン・ニャン物語
「ワン・ニャン物語」（ワン・ニャンものがたり）は、日本の楽曲。作詞：荒木とよひさ、作曲：三木たかし、編曲：大谷和夫、歌：キンキン・ケロンパ。

## 概要
2002年12月 - 2003年1月、NHKの『みんなのうた』で紹介。
ある街を舞台に、オスの野良犬と邸宅に飼われているメスの三毛猫との恋物語を歌った歌。
歌手の「キンキン・ケロンパ」とは、愛川欽也・うつみ宮土理夫妻の事で、2人のデュエットは結婚前司会をしていた『シャボン玉こんにちは』（TBS系列）の挿入歌「マン・マン・マーチ」を歌って以来、結婚後は初となる。なお愛川は『おはよう!こどもショー』（日本テレビ系列）で初代ロバくん（声・スーツアクター）を担当、うつみは『ロンパールーム』（日本テレビ系列）で2代目おねえさんを担当し、子供番組とも縁が有った2人だが、『みんなのうた』出演はこれが初（愛川に至っては唯一）。
アニメーション映像の制作は、西村緋祿司が手掛けた。
西村は過去、「かにさん かにさん」（川谷拓三）や「おいらに惚れちゃ怪我するぜ!」（えなりかずき）といった『みんなのうた』楽曲で、歌手をアニメキャラ化したアニメを製作していたが、本作でも映像中に、愛川に似た屋台の客や、うつみに似た三毛猫の飼い主が登場する。
2011年12月 - 2012年1月、ラジオのみで9年ぶりの再放送となった。そして2023年4月 - 5月に映像付きでは21年ぶりで初の再放送となる。